# 伊予寒川駅
伊予寒川駅（いよさんがわえき）は、愛媛県四国中央市寒川町にある四国旅客鉄道（JR四国）予讃線の駅。駅番号はY24。

## 歴史
- 1933年（昭和8年）4月1日：鉄道省の駅として開設[3]。
- 1971年（昭和46年）11月8日：貨物及び荷物扱い廃止[4]。無人駅化[5]。
- 1987年（昭和62年）4月1日：国鉄分割民営化により、JR四国の駅となる[3]。

## 駅構造
相対式ホーム2面2線で1番線が上下本線（制限速度100km/h）、2番線が上下副本線となっている。行き違いをしない列車は列車種別に関係なく1番のりばに停車（通過）する。以前は2面3線の構造だったが、現在3番のりばは新居浜側の線路が切断された形になっており、側線としてしか利用出来ない。駅舎の西側に貨物用引込線の跡が残る。
国鉄時代の駅舎をリニューアルして利用している。JR四国の駅舎に共通の出札用窓口があるが、無人駅で自動券売機などはない。無人化後、短期間だったが駅前の商店で乗車券販売（簡易委託）をしていたことがあった。

### のりば
| のりば | 路線    | 方向 | 行先                       |
| ------ | ------- | ---- | -------------------------- |
| 1・2   | ■予讃線 | 下り | 新居浜・伊予西条・松山方面 |
| 1・2   | ■予讃線 | 上り | 伊予三島・多度津・高松方面 |

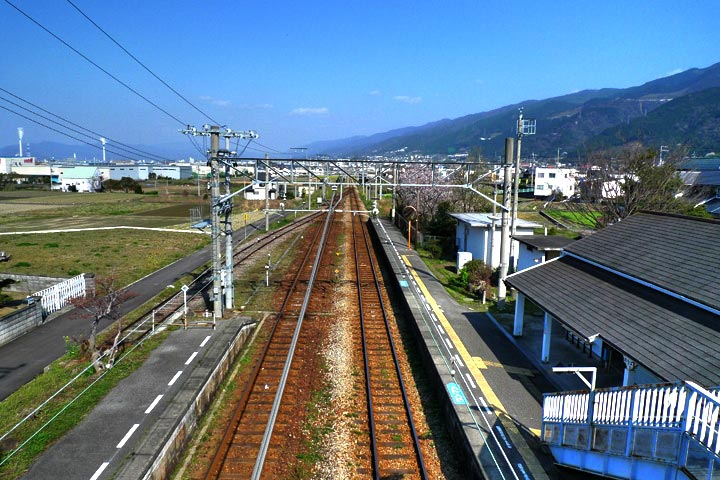
ホーム（2010年4月、赤星方より）

## 駅周辺
駅前には小規模の駅前広場があり、その先にすぐ国道11号が見える。駅は寒川の集落のほぼ中央にある。なお、駅裏側は工業地となっており、製紙工場の工業団地もある。
- 寒川豊岡海浜公園
- 三木特種製紙寒川工場
- 南流勢（）運輸
- エリエールプロダクト愛媛工場
- 四国中央市立三島南中学校
- 四国中央市立三島南幼稚園
- 国道11号
- 愛媛県道127号伊予寒川停車場線
- 西谷橋
- 西谷川

### バス路線
国道11号に「寒川駅前」停留所があり、せとうちバスの路線が発着する。
せとうちバス
- 川之江営業所 / 新居浜西バスターミナル

## 登場作品
- 映画「書道ガールズ!! わたしたちの甲子園」 - 当駅がロケ地の1つとなった[1]。

## 隣の駅
四国旅客鉄道（JR四国）
■予讃線
■快速「サンポート」・■普通
伊予三島駅 (Y23) - 伊予寒川駅 (Y24) - 赤星駅 (Y25)